# Rhyacophila shiraishiensis
Rhyacophila shiraishiensis là một loài Trichoptera trong họ Rhyacophilidae. Chúng phân bố ở miền Cổ bắc.